# Sekcja Spadochronowa WKS "Wawel" Kraków

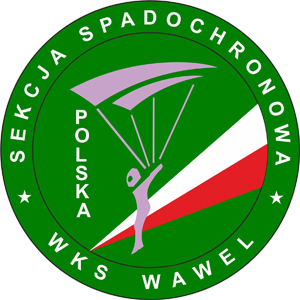
Logo Sekcji Spadochronowej WKS „Wawel” Kraków

Sekcja Spadochronowa Wojskowego Klubu Sportowego „Wawel” Kraków – jedna z siedmiu sekcji sportowych WKS „Wawel” Kraków. Powstała w 1967 r. poprzez włączenie sekcji spadochronowej 6 Pomorskiej Dywizji Powietrznodesantowej do WKS „Wawel” Kraków. Sekcja dziedziczy tradycje plutonu sportowego. Do roku 2017 strukturalnie powiązana najpierw z plutonem wyczynowym 6 PDPD, następnie ze Spadochronową Grupą Sportowo-Pokazową 6 Brygady Desantowo-Szturmowej, później z etatowym plutonem zapewnienia szkolenia 6 Brygady Powietrznodesantowej. Obecnie nie związana już tak ściśle z 6 BPD, zawodnicy sekcji są żołnierzami różnych jednostek wojskowych. Współpracuje z 2 Hrubieszowskim Pułkiem Rozpoznawczym, 6 Brygadą Powietrznodesantową i Ośrodkiem Szkolenia Wysokościowo-Ratowniczego i Spadochronowego Sił Powietrznych.

## Konkurencje uprawiane w sekcji
- celność lądowania
- akrobacja indywidualna
- akrobacja zespołowa RW-4

## Powstanie i początek działalności sekcji
Rozkazem Dowódcy 6 Pomorskiej Dywizji Powietrznodesantowej nr Pf-47 z marca 1959 r. został utworzony pluton sportowy, skupiający żołnierzy dywizji zaawansowanych w sporcie spadochronowym. Pluton liczył, w zależności od potrzeb, od 12 do 25 ludzi. Pierwszym dowódcą plutonu sportowego był kpt. Jan Żebrowski. W latach 1964–1969 dowódcą, trenerem (w latach 1962–1964) i jednocześnie zawodnikiem był por. Augustyn Konior. Utworzenie plutonu sportowego zapoczątkowało pierwszy etap działalności sekcji spadochronowej jeszcze przed włączeniem jej do WKS „Wawel” Kraków. Do 1967 r. pluton sportowy był organizowany w każdym roku na wiosnę (w marcu, kwietniu), aby trenować i reprezentować 6 PDPD i WOW na zawodach spadochronowych. Jesienią (wrzesień, październik) pluton był rozwiązywany, a zawodnicy odchodzili na okres zimowy do swoich macierzystych jednostek. Do sukcesów zaliczyć należy: zespołowe tytuły mistrza Polski zdobyte w latach 1963, 1964, 1965, 1966, 1967 oraz w Mistrzostwach Wojska Polskiego w latach 1962, 1963, 1964, 1965, 1966, 1967. Trenerem sekcji od 1967 r. został por. Jan Cierniak. Trzon sekcji spadochronowej w tych latach stanowiła kadra zawodowa, do której należeli między innymi: por. Augustyn Konior, por. Jan Cierniak, sierż. Ryszard Giec, sierż. Zbigniew Kobajło, sierż. Marian Ziętek, sierż. Janusz Molik, sierż. Henryk Czyż, kpr. Edward Ligocki, plut. Edward Burakowski. Uzupełniali ją żołnierze odbywający zasadniczą służbę wojskową, a posiadający umiejętności spadochronowe zdobyte w aeroklubach.

## Działalność od roku 1967 do chwili obecnej
W 1967 r. decyzją Inspektoratu Szkolenia Ministerstwa Obrony Narodowej sekcja spadochronowa 6 PDPD została włączona do WKS „Wawel” Kraków. Było to włączenie formalne, ponieważ szkoleniem spadochronowym oraz zapewnieniem kadry trenerskiej zajmowała i nadal zajmuje 6 PDPD (od 1987 r. 6 Brygada Desantowo-Szturmowa). Zawodnicy sekcji pełnili służbę w dywizji, a następnie w brygadzie oddelegowani do plutonu wyczynowego. Struktury organizacyjne sekcji pozostały bez zmian. W dalszym ciągu funkcję trenera pełnił por. Jan Cierniak. Funkcję kierownika skoków podczas treningów pełnili kolejno starsi zawodnicy sekcji. W strukturze tej, w zasadzie trener odpowiedzialny był za wszystko, to jest: za szkolenie, wyniki, dyscyplinę, za wszelkie sprawy organizacyjne. W miarę możliwości w poszczególnych przypadkach otrzymywał pomoc z 6 PDPD i z WKS „Wawel” Kraków. Duże zasługi w tym okresie w organizacji szkolenia sekcji położył mjr Zdzisław Werschner, a w zakresie treningu ogólnorozwojowego zawodników sekcji – ppłk Zdzisław Stolarski, mjr mgr Jan Rybicki i kpt. mgr Krzysztof Adamski. Wszechstronnej pomocy w zakresie zapewnienia sprzętu sportowego i organizacji zimowych obozów kondycyjnych udzielali instruktorzy 6 PDPD: kpt. mgr Ryszard Dryl, mjr mgr Jan Rybicki i mjr mgr Leon Lewiński. Również duży wkład w szkolenie zawodników sekcji wnieśli: ppłk Zdzisław Dzierżewicz i kpt. Waldemar Skorupski w treningu strzeleckim oraz olimpijczyk – mjr Stanisław Ożóg – w treningu biegowym.
W roku 1969 i 1970 do WKS „Wawel” wstąpili skoczkowie pełniący zasadniczą służbę wojskową w 6 PDPD, tj. szeregowcy: Roman Łapucki, Lesław Panaś, Stanisław Sondej, Kazimierz Skowron, Andrzej Nawracaj, Wiktor Świegoda, Józef Łuszczki. Wszyscy oni ze spadochroniarstwem zetknęli się wcześniej w aeroklubach regionalnych. W sekcji WKS „Wawel” ich szkoleniem zajmował się doświadczony skoczek, por. Jan Cierniak. Pod jego okiem nabrali doświadczenia i umiejętności, startując w latach 1970–1971 jako II reprezentacja WOW (zawodnicy sekcji startując w SMWP – Spadochronowych Mistrzostwach Wojska Polskiego reprezentowali WOW, natomiast na SMP – Spadochronowych Mistrzostwach Polski barwy klubowe). W lipcu 1972 r. w WKS „Wawel” został utworzony etat kierownika sekcji. Pierwszym kierownikiem sekcji spadochronowej został instruktor spadochronowy I klasy mjr rez. Jan Sikorski. W związku z tymi zmianami organizacyjnymi znacznie wzmocniona została pozycja sekcji spadochronowej w klubie, a kadra szkoleniowa odciążona została od załatwiania wszelkich spraw organizacyjnych. W tym czasie, do 1972 r., odchodzili stopniowo z sekcji spadochronowej WKS „Wawel” starsi zawodnicy, tacy jak: por. Jan Cierniak, por. Augustyn Konior, chor. Zbigniew Kobajło, sierż. Ryszard Giec, sierż. Franciszek Szuberla, sierż. Marian Ziętek, sierż. Janusz Gawłowski, sierż. Edward Burakowski. W wyniku tego ciężar reprezentowania WKS „Wawel” spadł na młodych zawodników. Zaplecze sekcji złożone z nowych zawodników stanowili wyłącznie żołnierze 6. PDPD. W 1973 r. do sekcji wstąpili Janusz Raj i Jerzy Dąbrowski. W 1972 r. obowiązki trenera objął były zawodnik sekcji, chor. Janusz Molik. Od 1975 r. do 1977 r. trenerem sekcji w wieloboju desantowym został, sierż. Krystian Kaik. Obydwaj byli w tym okresie trenerami Kadry Spadochronowej Wojska Polskiego. W drugiej połowie lat siedemdziesiątych sekcja awansowała do miana sekcji wiodącej w klubie, co dawało jej pewne przywileje w stosunku do innych sekcji.

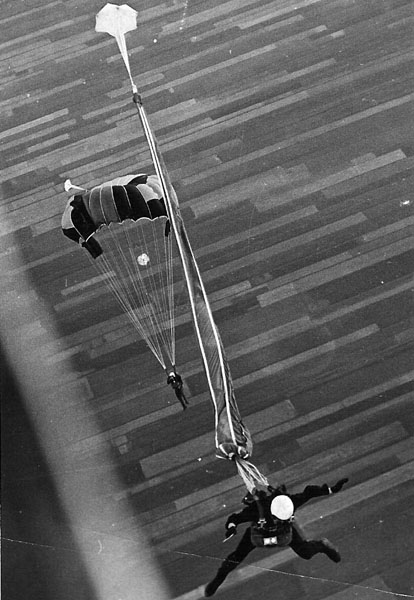
Spadochrony SW-4

W 1977 r. trenerem został st. sierż. Andrzej Nawracaj. Wprowadził on nowoczesne formy treningu. W cyklu rocznym umieścił 5 okresów treningowych. Przyjęcie takiej formy treningu umożliwiło prowadzenie długofalowego cyklu przygotowań, na przykład do mistrzostw świata, mistrzostw Europy czy Spadochronowych Mistrzostw Armii Zaprzyjaźnionych. Istniały również plany szczegółowe treningu, opracowane w cyklu tygodniowym. System ten zdawał egzamin. W latach 80. dowództwo ograniczyło limit godzin nalotu na samoloty i śmigłowce, brak było pieniędzy na nowoczesne spadochrony. Wprowadzony do sekcji w połowie lat 70. spadochron Strato-Cloud kosztował ponad 2000 dolarów, co przy zapotrzebowaniu sekcji wynoszącym około 10. sztuk rocznie stanowiło koszty trudne do poniesienia przez klub. W czasie, gdy w drugiej połowie lat 70. czołowi zawodnicy wykonywali po 700 skoków rocznie, to na początku lat 80. średnia ta spadła do 350-400 skoków. Z sekcji odeszli zawodnicy: st. sierż. Wiktor Świegoda i st. sierż. Kazimierz Skowron. W roku 1981 i 1982 nastąpiło dalsze osłabienie sekcji. Odeszli kolejno: st. sierż. Jerzy Dąbrowski i najlepszy akrobata w historii sekcji st. sierż. Roman Łapucki, medalista świata z Rzymu. W 1983 r. odszedł członek kadry Wojska Polskiego i kadry narodowej st. sierż. Janusz Raj. Zespół uzupełnili skoczkowie: sierż. Wiesław Guzik i sierż. Marian Bobowski. Również ich rówieśnicy sierż. Bogusław Marszałek, sierż. Ryszard Galiński i sierż. Tadeusz Matejek przyczynili się do odzyskania utraconej pozycji lidera wśród klubów wojskowych. W 1985 r. odszedł medalista SMP i SMWP, sierż. sztab. Lesław Panaś, a do pierwszego zespołu dołączyli plutonowi: Grzegorz Ostasz, Grzegorz Świerad, Dariusz Kasperek. Mocnym punktem drużyny został przybyły z WKS „Śląsk” akrobata plut. Ireneusz Zalewski.
W 1986 r. nastąpiła zmiana na stanowisku kierownika sekcji. Stanowisko to objął zawodnik sekcji por. Stanisław Sondej. W 1988 r. odszedł do rezerwy zawodnik i trener sekcji oraz kadry narodowej por. Andrzej Nawracaj. Jego obowiązki przejął por. Józef Łuszczki. Jesienią tego roku podjęto decyzję o zakupie nowych spadochronów produkcji amerykańskiej typu ParaFoil-282. W połowie lat 80. cała czołówka światowa skakała na tego typu sprzęcie, natomiast zawodnicy sekcji wykonywali skoki na spadochronach RL-12, wynikało to z braku funduszy. W 1989 r. trafił do sekcji zawodnik „Śląska”, Marcin Bielecki. Praktycznie z każdych zawodów wracał z medalami. Początek lat 90. przyniósł zmiany na stanowisku trenerskim. Miejsce por. Józefa Łuszczkiego zajął, chor. Wiesław Guzik. Funkcję prezesa sekcji piastował wówczas późniejszy komendant WKS „Wawel” mjr Kazimierz Skowyra.
Rok 1994 to kolejna zmiana na etacie trenerskim. Po trzyletniej pracy z zawodnikami odszedł na emeryturę chor. Wiesław Guzik. Jego miejsce zajął chor. Ireneusz Zalewski. Z jego inicjatywy sekcję zasiliła między innymi Monika Filipowska. W okresie tym średnia skoków przypadająca na jednego zawodnika wynosiło około 350 skoków rocznie. W 1997 r. miejsce po chor. Ireneuszu Zalewskim oddelegowanym do pełnienia służby w misji stabilizacyjnej SFOR w Bośni i Hercegowinie zajął na krótko, odchodzący na emeryturę chor. Marian Bobowski. Nowym kierownikiem sekcji został niezwiązany dotąd ze spadochroniarstwem kpt. Andrzej Weryński. W tym samym roku w tragicznym wypadku podczas górskiej wspinaczki zginął żołnierz służby zasadniczej, szer. Jacek Milecki. Wiosną 1998 r. na stanowisko trenera sekcji został powołany chor. Tadeusz Matejek.
W listopadzie 1999 r. w celu umożliwienia metodycznego i fachowego doskonalenia umiejętności w zakresie skoków spadochronowych sportowych i pokazowych przez wyselekcjonowanych żołnierzy 6 BDSz, oraz w celu umożliwienia żołnierzom 6. BDSz lepszego reprezentowania Brygady i Wojska Polskiego w zawodach, przeorganizowano pluton wyczynowy w Spadochronową Grupę Sportowo-Pokazową 6 BDSz SGSP do życia powołał ówczesny dowódca brygady gen. bryg. Bronisław Kwiatkowski rozkazem nr 85 z dnia 13.08.1999 r. Dowódcą SGSP został dotychczasowy dowódca plutonu wyczynowego, i jednocześnie trener sekcji chor. Tadeusz Matejek. W skład grupy weszli wszyscy zawodnicy, którzy wcześniej wchodzili w skład plutonu wyczynowego, czyli męska kadra kierownicza i zawodnicza sekcji spadochronowej WKS „Wawel”.
Na walnym zebraniu sekcji, w listopadzie 1999 r. zostały wybrane nowe władze sekcji. Przewodniczącym sekcji został szef sztabu 6 BDSz, doświadczony instruktor spadochronowy płk dypl. Marek Żerdecki, a kierownikiem sekcji instruktor służby spadochronowej brygady por. Artur Gosiewski. W latach kolejnych następowały znowu zmiany personalne wśród składu kadry zawodniczej sekcji, przychodzili nowi, młodzi zawodnicy pozostając w służbie zawodowej i nadterminowej, a odchodzili starsi do wykonywania innych obowiązków lub poświęcając się życiu rodzinnemu. Do pełnienia innych obowiązków służbowych w 6 BDSz odeszli: sierż. szt. Grzegorz Świerad i sierż. szt. Tomasz Świerad. W sierpniu 2002 r. sierż. szt. Marcin Bielecki dołączył do grona „siedmiotysięczników” i stał się czynnym zawodnikiem sekcji z największą ilością skoków.
Sekcja występowała nie tylko w roli uczestnika różnych imprez sportowych, ale również organizowała i współorganizowała zawody spadochronowe. Od wielu lat współorganizowała Puchar Polski „Para-Ski”, tj. od roku 1995, kiedy to XIX Oddział Związku Polskich Spadochroniarzy rozpoczął organizację tej imprezy w Bielsku-Białej i Szczyrku. W tym okresie treningi skoków odbywały się głównie na lotnisku Aeroklubu Krakowskiego w Pobiedniku Wielkim. W 2004 r. sekcja została zmuszona do przesunięcia części zgrupowań na lotnisko Aeroklubu Bielsko-Bialskiego w Aleksandrowicach. Stało się tak przez zmiany w przepisach dotyczących zarządzania przestrzenią powietrzną. Pobiednik został włączony do CTR-u lotniska Balice i loty mogły tam wykonywać tylko statki powietrzne wyposażone w transponder. Część wojskowych statków powietrznych nie spełniała tego wymagania. 26 kwietnia 2004 r., podczas skoków ze śmigłowca PZL W-3 Sokół, wypadkowi spadochronowemu uległ trener sekcji st. chor. Tadeusz Matejek. Podczas skoku na celność lądowania z wysokości 1000 metrów, w czasie trwania procesu otwarcia spadochronu głównego, uderzył w niego kolejny skoczek. W wyniku zderzenia Tadeusz Matejek odruchowo otworzył spadochron zapasowy i stracił przytomność. Bez przytomności lądował na spadochronie zapasowym i nienapełnionym głównym. Na skutek zderzenia w powietrzu i uderzenia w ziemię doznał rozległych złamań i obrażeń wewnętrznych. W okresie po wypadku obowiązki trenera pełnił sierż. szt. Stanisław Gruszka. Z działalnością organizacyjną związane były zmiany kadrowe. Pracę w sekcji zakończył sierż. szt. Marcin Bielecki. Na początku 2004 r. wyjechał pełnić służbę w II zmianie polskiego kontyngentu w Iraku, a po powrocie rozpoczął pełnienie obowiązków służbowych w warsztacie sprzętu spadochronowego 6 kompanii remontowej. W tym samym roku do kadry zawodniczej dołączyli: st. sierż. Krzysztof Martinczak i st. szer. Grzegorz Zajączkowski. Pierwszy wcześniej pracował jako instruktor spadochronowy w 6 batalionie desantowo-szturmowym, drugi trafił do służby w SGSP odbyć zasadniczą służbę wojskową wprost z aeroklubu.

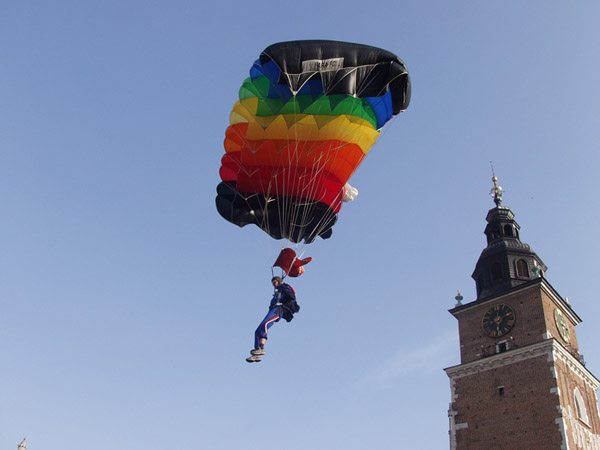
Skoki na krakowski Rynek

Zgodnie z paragrafem 43 rozdziału 5. Statutu Wojskowego Klubu Sportowego „Wawel” Kraków, 21 kwietnia 2005 r. odbyło się walne zebranie sekcji. Wybrano władze sekcji i ustalono główne kierunków działalności sekcji. Kierownikiem sekcji został wybrany ponownie Artur Gosiewski, a prezesem sekcji został po raz kolejny gen. Mieczysław Bieniek. Rok 2005 przyniósł kolejne zmiany kadrowe. Ze służbą w SGSP i w 6 BDSz pożegnał się mł. chor. Andrzej Naumienia. W październiku, decyzją Ministra Obrony Narodowej, został wyznaczony na inne stanowisko w Siłach Zbrojnych RP. Jesienią, razem ze skoczkami z Policji, wykonano skoki na Stadion Śląski w Chorzowie. Zorganizowanie takich skoków pozwoliło na doskonalenie umiejętności lądowania wewnątrz „głębokich” obiektów. W lipcu 2006 r., na lotnisku w Pobiedniku Wielkim, na spotkanie ze spadochroniarzami 6 BDSz przybył Minister Obrony Narodowej Radosław Sikorski. Przed konferencją prasową wykonał skok w charakterze pasażera systemu tandem, pilotem tandemu był st. plut. Rafał Zgierski. W tym czasie odeszli kolejno: st. plut. Mariusz Nowak, st. plut. Piotr Królak, sierż. Sławomir Krzyżanowski, st. plut. Piotr Gądek, sierż. Jarosław Toczko. Do Wojskowego Klubu Spadochronowego „Skrzydło” w Oleśnicy przeszła mistrzyni świata w celności lądowania ppor. Monika Sadowy-Naumienia (wcześniej Filipowska). W tym czasie sekcja wróciła do organizacji zawodów spadochronowych w Krakowie. Po latach przerwy, w 2007 r. sekcja współorganizowała I Międzynarodowy Spadochronowy Puchar Krakowa. Zawody przeprowadzono na Błoniach Zwierzynieckich w Krakowie w ramach obchodów pięćdziesięciolecia „Bordowych Beretów”. Rok później, we wrześniu 2008 r. sekcja uczestniczyła w organizacji – również na Błoniach – 12. Mistrzostw ZPS w Celności Lądowania, a w roku 2010 na Błoniach i na lotnisku Aeroklubu Krakowskiego w Pobiedniku Wielkim, 42. Mistrzostw Wojska Polskiego w Spadochroniarstwie. W 2009 r. sekcja pod patronatem i przy mecenacie Prezydenta Miasta Krakowa prof. Jacka Majchrowskiego, we współpracy z Wydziałem Sportu Urzędu Miasta Krakowa, zespół pod nazwą „Kraków Wawel” rozpoczął swój udział w całym cyklu zawodów Spadochronowego Pucharu Świata w Celności Lądowania. W latach 2005–2009 do sekcji dołączyła Joanna Borgieł i kilku zawodników (w kolejności chronologicznej): Michał Krok, Marcin Krywult, Tomasz Podstawka, Kamil Wójciak, Dariusz Gloc, Jakub Majchrzak i Damian Książek.
Rok 2010 przyniósł kolejną znaczącą zmianę. 6 BDSz przekształciła się w 6 Brygadę Powietrznodesantową, a w ramach powstałej kompanii zabezpieczenia desantowania utworzono pluton szkoleniowy, skupiający zawodników sekcji i mający reprezentować 6 BPD na zawodach spadochronowych. Dowódcą plzabszkol został trener chor. Stanisław Gruszka, a szkolenie nadzorował w dalszym ciągu kpt. Artur Gosiewski. Zmiana dotyczyła wojska, ale miała wpływ na funkcjonowanie sekcji. W czerwcu 2010 r. sekcja wykonała skoki spadochronowe z lądowaniem w WOSzK Zakopane w Groniku. Rafał Zgierski obchodził tam razem z innymi jubilatami swój 7000. skok. W listopadzie tego roku Prezydent Jacek Majchrowski docenił zasługi sekcji dla promocji Miasta Krakowa i uhonorował Odznaką „Honoris Gratia” Bognę Bielecką, Artura Gosiewskiego i Rafała Zgierskiego. Sekcja starała się przybliżać spadochroniarstwo wszystkim, nawet niepełnosprawnym. Kontynuowano pikniki integracyjne połączone ze skokami tandemowymi właśnie dla niepełnosprawnych. Ostatnie tego typu skoki odbywały się na Błoniach ze słowackiego śmigłowca Mi-8. W ramach współpracy w UMK, sekcja wykonała w 2011 r. skoki pokazowe i tandemowe na plaży w Sopocie przy molo. Spadochroniarze „Wawelu” kontynuowali organizację Pucharu Krakowa. W roku 2015 na Pobiedniku, odbył się II Międzynarodowy Spadochronowy Puchar Krakowa im. Stanisława Brewczyńskiego. Zasługi skoczków spadochronowych z Krakowa docenił Minister Sportu i Turystyki, przyznając Mieczysławowi Bieńkowi, Arturowi Gosiewskiemu, Tadeuszowi Matejkowi brązową odznakę „Za Zasługi dla Sportu”. Również w tym okresie nie obyło się bez zmian personalnych. Do sekcji dołączyły dwie zawodniczki: Julia Hernas i Jolanta Sikora. A także dołączyło kilku zawodników: Bartłomiej Wójciak, Tomasz Matysek, Mateusz Stachura i Piotr Ciągło. Były też rozstania. Jedno było tragiczne – 5 lipca 2014 r. w katastrofie lotniczej w Topolowie zginął Bartłomiej Wójciak. Pomimo krótkiej działalności w sekcji zdążył zdobyć tytuł indywidualnego Mistrza Wojska Polskiego w Spadochroniarstwie. Ze sportu spadochronowego odszedł trener Stanisław Gruszka. Poza tym odeszli (w kolejności chronologicznej): Michał Krok, Marcin Krywult, Krzysztof Martinczak, Olga Martinczak i Tomasz Matysek.
Przez cały okres swojej pracy sekcja oprócz działalności sportowej, zajmowała się również zadaniami wynikającymi z charakteru służby jej zawodników. Były to różnego rodzaju ćwiczenia taktyczne, na których demonstrowali swoje umiejętności. Przykładem może być lądowanie zawodników sekcji podczas działań taktycznych „Tatry 95” na zaporze w Myczkowcach, czy też na zaporze w Solinie trzy lata później.

## Osiągnięcia sportowe
W ciągu kilkudziesięciu lat swojej działalności sekcja spadochronowa WKS „Wawel” Kraków może poszczycić się wieloma osiągnięciami sportowymi. W tym okresie zawodnicy sekcji nieprzerwanie należeli do czołówki krajowej w spadochroniarstwie. Startowali na wielu zawodach krajowych i zagranicznych, odnosząc sukcesy indywidualne i zespołowe. Najważniejszymi dla wojskowych spadochroniarzy zawodami są Spadochronowe Mistrzostwa Wojska Polskiego (SMWP). W zawodach tych zawodnicy sekcji zanotowali szczególnie wiele osiągnięć. Startowali we wszystkich mistrzostwach, które były rozgrywane. Zdobyli tytuł drużynowego mistrza Wojska Polskiego w latach: 1962, 1963, 1964, 1965, 1966, 1967, 1976, 1977, 1979, 1980, 1994, 1999, 2005.
Kolejnymi ważnymi zawodami rangi krajowej, w jakich biorą udział zawodnicy sekcji spadochronowej WKS „Wawel” Kraków są Spadochronowe Mistrzostwa Polski (SMP). Obecnie, w związku z wyodrębnieniem się wielu dyscyplin w sporcie spadochronowym, są to Spadochronowe Mistrzostwa Polski w Konkurencjach Klasycznych (SMPwKK). Zawodnicy sekcji zdobyli tytuł drużynowego mistrza Polski w latach: 1963, 1964, 1965, 1966, 1967, 1969, 1970, 1972, 1973, 1974, 1975, 1977, 1979, 1982, 1989, 1990, 1994, 2001.
Zawodami krajowymi rangi mistrzowskiej są również Spadochronowe Mistrzostwa Polski w Akrobacji Zespołowej RW-4. Są one organizowane z przerwami od 1989 r. Sekcja zdobyła tytuł mistrza Polski w tej dyscyplinie sportu spadochronowego dwukrotnie, w latach: 1996 i 2000.
Ważnymi dla sekcji zawodami krajowymi rangi mistrzowskiej są Mistrzostwa Polski w Wieloboju Spadochronowym (MPwWS). W ostatnich latach cykl treningowy całości sekcji jest ukierunkowany pod kątem wieloboju spadochronowego. Od 2000 r. reprezentacje sekcji zdobyły tytuł mistrzowski w tej dyscyplinie w latach: 2002, 2004, 2005, 2006, 2007, 2008, 2011, 2012.
Zawodnicy sekcji spadochronowej WKS „Wawel” Kraków reprezentowali i nadal reprezentują barwy Polski na zawodach międzynarodowych. W 1974 r. na Spadochronowych Mistrzostwach Świata (SMŚ) w Szolnoku (Węgry) z WKS „Wawel” startowali: Józef Łuszczki, Roman Łapucki oraz Małgorzata Trepka. W klasyfikacji ogólnej mistrzostw zajęli oni miejsca w pierwszej dziesiątce, a w skokach grupowych na celność lądowania reprezentacja Polski zdobyła srebrny medal. W 1975 r. na Spadochronowych Mistrzostwach Europy (SME) w Portorožu (Jugosławia) zawodnicy „Wawelu” zdobyli srebrny medal w skokach grupowych na celność lądowania. Rok później na SMŚ w Rzymie drużyna, w skład której wchodzili: Józef Łuszczki i Roman Łapucki, wywalczyła srebrny medal w skokach grupowych na celność lądowania. W letniej Spartakiadzie Armii Zaprzyjaźnionych w 1977 r. na Kubie Józef Łuszczki miał swój udział w zdobyciu złotego medalu przez polską ekipę w akrobacji zespołowej. W 1984 r. Lesław Panaś wywalczył na Spadochronowych Mistrzostwach Armii Zaprzyjaźnionych (SMAZ) srebrny medal w celności lądowania. W 1989 r. na Spadochronowym Pucharze Świata (SPŚ), odbywającym się w Niemczech drużyna „Wawelu” zajęła II miejsce w celności lądowania. Kilka miesięcy później złoty medal w celności lądowania na Spadochronowych Mistrzostwach Państw Socjalistycznych (SMPS) zdobył Marian Bobowski. Był to ogromny sukces tego zawodnika, pokonał uważanych za najlepszych na świecie czołowych skoczków z ZSRR. 1992 r. to ogromny sukces polskich spadochroniarzy. Na XXI SMŚ w Austrii polska drużyna, w skład której wchodzili: Marian Bobowski i Marcin Bielecki zajęła II miejsce zdobywając tym samym tytuł wicemistrzowski. Ten sam skład zawodników na SPŚ w celności lądowania rozegranym w USA zdobył brązowy medal. Nie tylko mężczyźni odnosili sukcesy w tym sporcie, o czym świadczyła postawa Moniki Filipowskiej, która w 1993 r. na SME w Rumunii zajęła III miejsce w akrobacji juniorek i II miejsce w klasyfikacji ogólnej juniorek. Kolejne sukcesy zawodników sekcji przyniósł start na SME w Turcji, w 1995 r. Monika Filipowska zdobyła srebrny medal w akrobacji indywidualnej i brązowy w klasyfikacji ogólnej juniorek. W celności lądowania i w klasyfikacji ogólnej polski zespół zajął III miejsce. W 1997 r. Stanisław Gruszka wywalczył I miejsce w akrobacji indywidualnej i I miejsce w klasyfikacji ogólnej na Mistrzostwach Armii Królestwa Belgii.

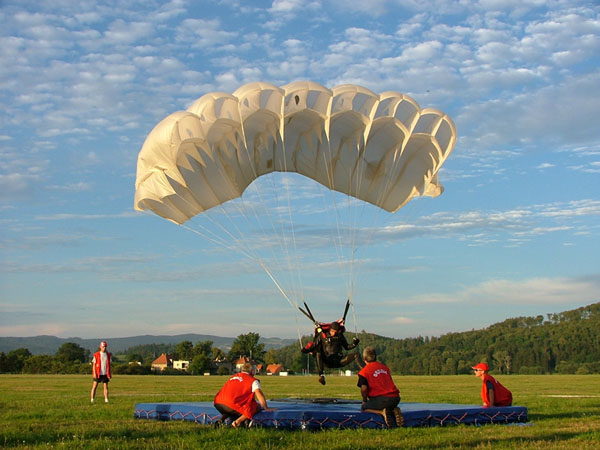
50. Spadochronowe Mistrzostwa Polski – Jelenia Góra (sierpień 2007)

Rokiem, który przyniósł największe sukcesy międzynarodowe i krajowe był 2000 r. Odbyły się wtedy 25. Spadochronowe Mistrzostwa Świata w Konkurencjach Klasycznych (SMŚwKK) w Ise-Shima (Japonia) i 28. Mistrzostwa Świata CISM w Spadochroniarstwie w Łuczeńcu (19–27 sierpnia). Polscy skoczkowie brali udział w obydwu tych imprezach. Na Słowacji reprezentacja Polski kobiet, w składzie, której były cztery zawodniczki sekcji: Bogna Bielecka, Monika Filipowska, Ewa Rybacka i Katarzyna Wojcik, zajęła III miejsce w grupowej celności lądowania i IV miejsce w klasyfikacji łącznej. Reprezentacja męska, w składzie: Marcin Bielecki i Mikołaj Marczyk, wywalczyła tytuł drużynowego Mistrza Świata Armii w grupowej celności lądowania oraz czwarte miejsce w klasyfikacji łącznej. Na tych samych zawodach Monika Filipowska zdobyła srebrny medal w indywidualnej celności lądowania kobiet, Ewa Rybacka medal brązowy w tej samej klasyfikacji, a Mikołaj Marczyk srebrny medal w indywidualnej celności lądowania mężczyzn. 6–15 października polscy skoczkowie walczyli na 25. SMŚwKK w Japonii. Była to reprezentacja kobieca, w składzie: Bogna Bielecka, Monika Filipowska, Irena Paczek, Ewa Rybacka i Katarzyna Wójcik, oraz drużyna męska w składzie takim samym jak na zawodach CISM. Zawody zakończyły się sukcesem indywidualnym – Monika Filipowska została Spadochronową Mistrzynią Świata w Indywidualnej Celności Lądowania.
24 czerwca-1 lipca 2001 r. w Grenadzie (Hiszpania) odbyły się II Igrzyska Sportów Lotniczych. Reprezentacja Polski wystawiła na te zawody dwie drużyny. Wśród kobiet znajdowały się zawodniczki sekcji: Bogna Bielecka, Monika Filipowska, Irena Paczek, Ewa Rybacka, Katarzyna Wójcik, natomiast wśród mężczyzn: Mikołaj Marczyk. W klasyfikacji indywidualnej celności lądowania Mikołaj Marczyk wywalczył V miejsce. Od 2002 r. zawodnicy polscy zaczęli uczestniczyć z sukcesami w zawodach cyklu Pucharu Europy w Celności Lądowania (później przekształconego w cykl zawodów Pucharu Świata). Podczas zawodów cyklu, które odbywały się w szwajcarskim Locarno we wrześniu 2002 r. Monika Filipowska zajęła I miejsce w klasyfikacji kobiet. Rok następny przyniósł tej zawodniczce kolejne sukcesy na zawodach Pucharu Europy. Już pod nazwiskiem Sadowy-Naumienia wygrała zawody w Lochen (Austria), w dniach 6–8.06, zarówno w klasyfikacji kobiet, jak i w klasyfikacji „open”. W dniach 20–22.06 wygrała klasyfikację kobiet podczas zawodów PE w Opatija (Chorwacja). Te sukcesy wystarczyły jej do zajęcia II miejsca w klasyfikacji kobiet Pucharu Europy 2003. W 2005 r. zawodniczki kontynuowały swoje sukcesy. Irena Paczek-Krawczak zajęła III miejsce podczas zawodów serii Pucharu Europy, które rozegrały się w Lochen (Austria) 13–15 maja. W tym samym roku odbyły się w miejscowości Prościejów (Czechy) 4. Spadochronowe Mistrzostwa Europy w Konkurencjach Klasycznych (SMEwKK). Zostały one rozegrane na przełomie sierpnia i września. Kobieca reprezentacja Polski, w składzie której były: Bogna Bielecka, Ewa Rybacka, Monika Sadowy-Naumienia, zajęła III miejsce w klasyfikacji drużynowej kobiet. W 2007 r. na arenie międzynarodowej z zawodników sekcji sukces odniósł Jarosław Toczko. Podczas 8. Mistrzostw Europejskiej Federacji Spadochronowej, które odbyły się w Altenstadt (Niemcy) w dniach 12–16.07, zdobył srebrny medal. W 2008 r. Ewa Wesołowska (wcześniej Rybacka) wywalczyła brązowy medal podczas zawodów serii Pucharu Świata w Celności Lądowania, które odbyły się w Zell am See (Austria), w dniach 22–24.08. Mężczyźni walczyli o medale na Mistrzostwach Europejskiej Federacji Spadochronowej w Wieloboju, w Schaffen (Belgia), 23–27 czerwca pojechała tam reprezentacja Polski, w składzie której byli: Tomasz Podstawka, Mariusz Taran, Grzegorz Zajączkowski i Rafał Zgierski. W klasyfikacji generalnej drużynowej zajęli pierwsze miejsce, a indywidualnie złoty medal zdobył Mariusz Taran, srebrny Tomasz Podstawka i medal brązowy Grzegorz Zajączkowski. Kontynuacją tradycji wielobojowych sekcji był regularny udział zawodników sekcji w Międzynarodowych Zawodach w Wieloboju Desantowym, organizowanych przez Dywizję Operacji Specjalnych armii niemieckiej, w Ratyzbonie (Niemcy). W czerwcu 2009 r. drużyna sekcji zajęła tam III miejsce.
2010 r. Spadochronowy Puchar Świata w Celności Lądowania (w który przekształcił się Puchar Europy). Podczas zawodów w Altenstadt (Niemcy), w lipcu, Rafał Zgierski zdobył srebrny medal w klasyfikacji indywidualnej mężczyzn, a Bogna Bielecka brązowy medal w klasyfikacji indywidualnej kobiet. We wrześniu tego samego roku Rafał Zgierski wywalczył kolejny srebrny medal podczas finału Spadochronowego Pucharu Świata w Locarno (Szwajcaria). W październiku Grzegorz Zajączkowski wywalczył brązowy medal podczas 10. Mistrzostw Europejskiej Federacji Spadochronowej na Cyprze. W tym samym miesiącu zespół sekcji poprawił wynik z poprzedniego roku i zdobył srebrny medal na Międzynarodowych Zawodach w Wieloboju Desantowym, przeniesionych do Stadtallendorf (Niemcy). Początek kolejnego – 2011 – roku to brązowe drużynowe medale w celności lądowania pań (Bogna Bielecka, Irena Paczek-Krawczak, Ewa Wesołowska) podczas 2. Spadochronowych Międzynarodowych Mistrzostw Dubaju. W czerwcu 2011 r. Bogna Bielecka wywalczyła brązowy medal w klasyfikacji kobiet podczas zawodów Pucharu Świata w Thalgau (Austria). Po roku przerwy, w czerwcu 2012 r., na zawodach pucharowych w Bledzie (Słowenia) Ewa Wesołowska zdobyła srebrny medal w klasyfikacji indywidualnej kobiet. Rok 2012 zakończył się podwójnym złotem na 12. Mistrzostwach Europejskiej Federacji Spadochronowej w Grao-Castellon (Hiszpania). Jedno zdobyła drużyna, a drugie Rafał Zgierski w klasyfikacji. Sierpień 2013 r. to medale reprezentantek Polski i sekcji (Bogna Bielecka, Irena Paczek-Krawczak, Ewa Wesołowska) w klasyfikacji drużynowej celności lądowania (brązowy) podczas 7. Mistrzostw Europy FAI w Konkurencjach Klasycznych, w Czeboksary (Rosja). W lipcu 2014 r., podczas zawodów Spadochronowego Pucharu Świata – Peiting (Niemcy), Rafał Zgierski wywalczył złoto dla Polski. Po raz pierwszy Polak zdobył złoty medal w klasyfikacji indywidualnej mężczyzn zawodów Spadochronowego Pucharu Świata w Celności Lądowania. W kolejnym – 2015 – roku panie w składzie jak poprzednio wywalczyły srebrny medal w drużynowej celności lądowania kobiet (brązowy w klasyfikacji ogólnej), podczas 8. Mistrzostw Europy FAI w Konkurencjach Klasycznych – Erden (Bułgaria).
2016 rok, 6–7 maja pierwsze z cyklu zawodów spadochronowych składających się na Puchar Europy Wschodniej w Celności (EEAC) – Brasov (Rumunia). Klasyfikacja drużynowa: III miejsce – „Kraków Wawel” w składzie Artur Gosiewski, Kamil Wójciak, Dariusz Gloc i Mateusz Stachura. Klasyfikacja indywidualna: IV miejsce – Dariusz Gloc. 24–26 czerwca Spadochronowy Puchar Świata – Lesce (Słowenia). Klasyfikacja drużynowa: XIX miejsce – „Kraków Wawel”. Klasyfikacja indywidualna mężczyzn: XIII miejsce – Rafał Zgierski (wynik 8 cm). Klasyfikacja indywidualna kobiet: XIII miejsce – Bogna Bielecka (wynik 22 cm). 2–3 lipca 3. Spadochronowy Puchar Krakowa im. Stanisława Brewczyńskiego (EEAC) – Pobiednik Wielki (Polska). Klasyfikacja drużynowa: III miejsce – „Kraków Wawel”.